# Телли Диалло
Телли Бубакар Диалло (Boubacar Diallo Telli) — гвинейский дипломат и политик, один из основателей Организации африканского единства, первый генеральный секретарь данной организации. Проработав четыре года в министерстве юстиции, был приговорен режимом Ахмеда Секу Туре к заключению в лагере Бойро, где умер от голода в 1977 году.

## Биография
Родился в 1925 году в Пордаке, Гвинея. Представитель народности фульбе. Учился в Дакаре и Париже, получил степень доктора юридических наук в 1954.
В этом же году работал судьей в Тиесе, затем был назначен в Котону.
В 1955 возглавил кабинет главного комиссионера администрации Французской Западной Африки, таким образом получив самую высокую должность за весь период колониализма.
Стал генеральным секретарем администрации в апреле 1957 и пробыл в этой должности 18 месяцев.

## Карьера
После референдума 28 сентября 1958, на котором народ Гвинеи проголосовал за независимость от Французской Западной Африки, Телли был направлен в США как полномочный представитель Гвинеи в ООН и занимал данный пост до июня 1964, с перерывом с июня 1960 по март 1961.
Также с апреля 1959 по июнь 1961 Телли являлся послом Гвинеи в США.
С момента образования Организации африканского единства в Аддис-Абебе Телли был назначен её генеральным секретарем и занимал эту должность с июля 1964 по июнь 1972 года.

## Гибель
В июле 1976 Телли Диалло был арестован у себя дома и помещен в лагерь Бойро. Мамади Кейта, шурин президента, возглавлял комиссию, руководившую судом над Телли. Ему приписывали участие в сговоре фульбе против Гвинеи. Он подвергался допросам и пыткам, его не кормили. После второго сеанса пыток Телли был подавлен и согласился признаться в государственной измене. Даже после исправлений трибунала нельзя было признать этот документ имеющим юридическую силу.
В феврале пятеро известных узников скончались вследствие голода: Диалло Телли, бывшие министры Альфа Омар и Драме Альюне, а также бывшие офицеры ВС страны Диалло Альхассан и Куайте Ламин. ОАЕ никак не отреагировала на смерть своего бывшего генерального секретаря. Тем не менее, исчезновение Телли, широко признанного во всём мире дипломата, известного достоинством и добрым нравом, послужило поводом для международной озабоченности по вопросу преступлений режима Секу Туре.